# Roger Queugnet
Roger Queugnet (Rouen, 28 de maig de 1923) va ser un ciclista francès que va ser professional entre 1946 i 1956. Va combinar la carretera amb el ciclisme en pista, on va obtenir una medalla de plata al Campionat del món de mig fons de 1953 per darrere del belga Adolph Verschueren.

## Palmarès en ruta
- 1946
  - 1r a la París-Troyes
- 1947
  - 1r a la París-Évreux
- 1948
  - 1r al Gran Premi de l'Écho d'Alger

### Resultats al Tour de França
- 1950. eliminat (18a etapa)
- 1951. fora de control (7a etapa)

## Palmarès en pista
- 1953
  - Campió d'Europa de mig fons
- 1954
  -  Campió de França de mig fons